# Sennin shuanglong
Sennin shuanglong — вид аранеоморфних павуків родини Theridiosomatidae. Описаний у 2023 році.

## Назва
Видова назва shuanglong вказує на печеру Шуанлун, де виявлено вид.

## Поширення
Ендемік Китаю. Типові зразки зібрані у печері Шуанлун в окрузі Тунлін провінції Аньхой.

## Опис
Голотип самиці має розміри 2,31 мм, а паратип самця — 2,46 мм.
Самці цього виду схожі на самців Sennin tanikawai Suzuki, Hiramatsu & Tatsuta, 2022, оскільки мають пальцеподібний апофіз цимбіалу на спині та трикутну пластинку цимбіала на задньому плані, але його можна відрізнити від нього за допомогою медіани апофіз із товстою, сильно вигнутою вершиною (проти тонкої, злегка вигнутої у S. tanikawa) і парацимбій із гострою голчастою вершиною (проти шипоподібної у S. tanikawai). Він також нагадує Sennin coddingtoni (Zhu, Zhang & Chen, 2001) у трикутній пластинці цимбіалу, але його можна легко відокремити від нього великим апофізом цимбіалу (проти малого).
Самиці схожі на S. coddingtoni і S. tanikawai, оскільки вони мають копулятивну протоку зі змійовиком, розташованим збоку, але можуть відрізняються від нього дуже довгим епігінальним черешком, таким же, як і епігінальна довжина (проти відносно довгої епігінальної луски коротша за довжину епігінальної у S. coddingtoni та S. tanikawai) та поперечні сперматеки із звуженою верхівкою в зоні дотику (порівняно з поперечними сперматеками без звуженої верхівки; похилі сперматеки у S. tanikawai).